# 2013年全港運動會開幕典禮
2013年全港運動會開幕典禮是2013年全港運動會的開幕典禮，在香港時間2013年4月27日晚上7時正在小西灣運動場舉行

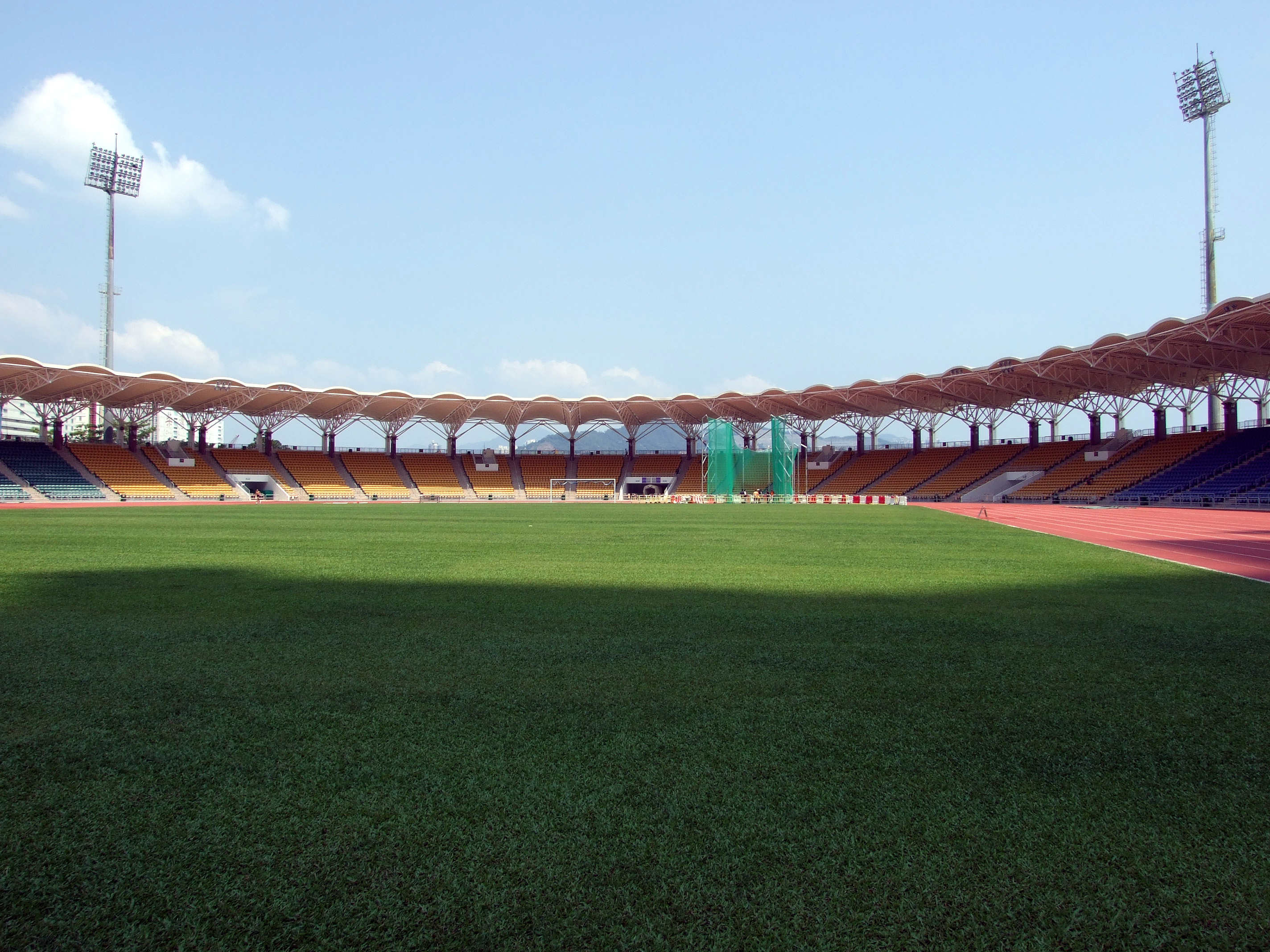
小西灣運動場

## 入場券
- 每名市民可以香港身份證登記，在各區分區辦事處，免費獲得入場券兩張。[2]

## 電視播映
- 無綫電視翡翠台：2013年4月27日22:30-23:30